# Numonjon Hakimov
Nu'mon Xakimov (tiếng Tajik: Нӯъмонҷон Ҳакимов; sinh ngày 5 tháng 9 năm 1978) là một cầu thủ bóng đá Tajikistan thi đấu ở vị trí tiền đạo cho Vakhsh Qurghonteppa. Anh là thành viên của Đội tuyển bóng đá quốc gia Tajikistan và ghi nhiều bàn nhất (4 trên 7 bàn) trong Vòng loại giải vô địch bóng đá thế giới 2010.

## Thống kê sự nghiệp

### Quốc tế
| Tajikistan | Tajikistan | Tajikistan |
| Năm        | Số trận    | Bàn thắng  |
| ---------- | ---------- | ---------- |
| 2003       | 7          | 1          |
| 2004       | 1          | 0          |
| 2005       | 0          | 0          |
| 2006       | 6          | 3          |
| 2007       | 5          | 4          |
| 2008       | 8          | 3          |
| 2009       | 0          | 0          |
| 2010       | 6          | 2          |
| 2011       | 1          | 0          |
| Tổng       | 34         | 13         |

Thống kê chính xác đến trận đấu diễn ra ngày 2 tháng 9 năm 2011

### Bàn thắng quốc tế
Tỉ số và kết quả liệt kê bàn thắng của Tajikistan trước.
| #   | Ngày                 | Địa điểm                                              | Đối thủ     | Tỉ số | Kết quả | Giải đấu                                     |
| --- | -------------------- | ----------------------------------------------------- | ----------- | ----- | ------- | -------------------------------------------- |
| 1.  | 26 tháng 11 năm 2003 | Sher-e-Bangla Cricket Stadium, Dhaka, Bangladesh      | Bangladesh  | 2–0   | 2–0     | Vòng loại Cúp Challenge AFC 2006             |
| 2.  | 9 tháng 11 năm 2005  | Dushanbe, Tajikistan                                  | Afghanistan | 1–0   | 4–0     | Giao hữu                                     |
| 3.  | 9 tháng 11 năm 2005  | Dushanbe, Tajikistan                                  | Afghanistan | 2–0   | 4–0     | Giao hữu                                     |
| 4.  | 4 tháng 4 năm 2006   | Sân vận động Quốc gia Bangabandhu, Dhaka, Bangladesh  | Pakistan    | 1–0   | 2–0     | Cúp Challenge AFC 2006                       |
| 5.  | 10 tháng 4 năm 2006  | Sân vận động Quốc gia Bangabandhu, Dhaka, Bangladesh  | Bangladesh  | 4–1   | 6–1     | Cúp Challenge AFC 2006                       |
| 6.  | 8 tháng 10 năm 2007  | Sân vận động Quốc gia Bangabandhu, Dhaka, Bangladesh  | Bangladesh  | 1–1   | 1–1     | Vòng loại giải vô địch bóng đá thế giới 2010 |
| 7.  | 28 tháng 10 năm 2007 | Sân vận động Trung tâm, Dushanbe, Tajikistan          | Bangladesh  | 1–0   | 5–0     | Vòng loại giải vô địch bóng đá thế giới 2010 |
| 8.  | 28 tháng 10 năm 2007 | Sân vận động Trung tâm, Dushanbe, Tajikistan          | Bangladesh  | 2–0   | 5–0     | Vòng loại giải vô địch bóng đá thế giới 2010 |
| 9.  | 28 tháng 10 năm 2007 | Sân vận động Trung tâm, Dushanbe, Tajikistan          | Bangladesh  | 5–0   | 5–0     | Vòng loại giải vô địch bóng đá thế giới 2010 |
| 10. | 13 tháng 5 năm 2008  | Barotac Neuvo Plaza Field, Barotac Nuevo, Philippines | Bhutan      | 1–0   | 3–1     | Vòng loại Cúp Challenge AFC 2008             |
| 11. | 13 tháng 5 năm 2008  | Barotac Nuevo Plaza Field, Barotac Nuevo, Philippines | Bhutan      | 3–1   | 3–1     | Vòng loại Cúp Challenge AFC 2008             |
| 12. | 17 tháng 5 năm 2008  | Iloilo Sports Complex, Iloilo City, Philippines       | Brunei      | 3–0   | 4–0     | Vòng loại Cúp Challenge AFC 2008             |
| 13. | 20 tháng 2 năm 2010  | CR & FC Grounds, Colombo, Sri Lanka                   | Myanmar     | 2–0   | 3–0     | 2010 Cúp Challenge AFC                       |
| 14. | 27 tháng 2 năm 2010  | Sân vận động Sugathadasa, Colombo, Sri Lanka          | Myanmar     | 1–0   | 1–0     | 2010 Cúp Challenge AFC                       |

Ghi chú: 

Ngày 16 tháng 4 năm 2006, trong trận chung kết Cúp Challenge AFC 2006 giữa Tajikistan và Sri Lanka, tổng kết trận đấu cho thấy Dzhomikhon Mukhidinov đã lập một hat-trick. Tuy nhiên, tuy nhiên trong bài báo nhận xét về trận đấu đăng tải bởi Liên đoàn Bóng đá châu Á ngày 19 tháng 4 năm 2006, lại cho rằng Mukhidinov chỉ ghi hai bàn trong khi Hakimov ghi một bàn.

## Danh hiệu

### Câu lạc bộ
Vakhsh Qurghonteppa
- Giải bóng đá vô địch quốc gia Tajikistan (1): 2009, 2011
- Cúp bóng đá Tajikistan (1): 2003

Parvoz Bobojon Ghafurov
- Cúp bóng đá Tajikistan (1): 2007

Ravshan Kulob
- Giải bóng đá vô địch quốc gia Tajikistan (2): 2012, 2013

### Quốc tế
Tajikistan
- Cúp Challenge AFC (1): 2006

### Cá nhân
Cầu thủ bóng đá xuất sắc nhất năm của Tajikistan: 2009